# Bovenstrooms
Bovenstrooms of stroomopwaarts wijst in de richting tegen de stroom in, naar de oorsprong van het water en 
is de tegengestelde term van benedenstrooms of stroomafwaarts. Deze termen worden gebruikt als richtingaanduiding vanaf een bepaald punt aan rivieren, kanalen of beken die constant in één richting stromen. 